# Archeogenetyka
Archeogenetyka – termin wprowadzony przez Colina Renfrewa na określenie zastosowania zdobyczy genetyki w opisywaniu ludzkiej przeszłości.

## Zakres użycia
- analiza DNA pozyskanego z odkryć archeologicznych (antyczny DNA),
- analiza DNA obecnej populacji ludzi, zwierząt oraz roślin wykorzystywana do studiowania zależności wzajemnych interakcji w biosferze w kontekście historycznym,
- zastosowanie statystycznych metod używanych w genetyce do materiałów archeologicznych.

## Historia
Początkiem zastosowania genetyki na tym polu były studia nad rodzajami ludzkiej krwi, określenie markerów genetycznych oraz opracowanie informacji na temat relacji między grupami językowymi oraz etnicznymi. Wczesne prace na tym polu publikowali Ludwik Hirszfeld oraz Hanna Hirszfeldowa, William Boyd i Arthur Mourant. W latach 60. Luca Cavalli-Sforza użył markerów genetycznych w badaniu prehistorii populacji europejskich. Efekty badań opublikował w książce The History and Geography of Human Genes w roku 1994.

## Przykładowe powiązania
Powiązanie danych genetycznych i archeologicznych napotyka liczne trudności i jest dyskusyjne.
Jednym z przykładów powiązania danych archeologicznych i genetycznych jest hipotetyczne łączenie części Indoeuropejczyków i teorii kurhanowej oraz kultur grobów jamowych, ceramiki sznurowej, abaszewskiej, trzcinieckiej, grobów zrębowych czy łużyckiej z haplogrupą R1a1 współcześnie występującą głównie u Słowian.